# Dead Kennedys
Dead Kennedys («Дэд Кэннэдиз», в переводе: Мёртвые Кеннеди, также известны под аббревиатурой DK) — одна из ведущих хардкор-панк-групп США в 1980-е годы. Самобытная и сложная для традиционного панка музыка группы, насыщенная цитатами из сёрфа, психоделии, гаражного рока и рокабилли, как и сатирические, преисполненные сарказмом и чёрным юмором тексты лидера Джелло Биафры вкупе с его леворадикальными взглядами, повлияла как на многие современные панк-коллективы, так и на музыкантов других направлений и некоторых деятелей контркультуры.

## История
Группа была создана в июне 1978 года. В состав Dead Kennedys вошли Джелло Биафра (вокал), East Bay Ray (гитара), Klaus Flouride (бас) и Bruce Schlesinger (он же Тэд, ударные). В первые месяцы существования группа отыграла несколько концертов в Сан Франциско, и в июне 1979 года выпустила первый сингл — «California Über Alles» (Калифорния превыше всего) на собственном лейбле «Alternative Tentacles» (владельцем которого до сих пор является Джелло Биафра). За этим последовало турне по восточному побережью США.
Дебютный альбом «Fresh Fruit for Rotting Vegetables» (Свежий фрукт для гнилых овощей) вышел осенью 1980 года. Вскоре Тэд был вынужден покинуть группу по причине болезни, и его заменил на ударных D.H. Peligro. На протяжении первой половины 1980-х годов, Dead Kennedys провели несколько концертных турне в США и Европе, найдя свою аудиторию в определённых кругах слушателей. Их музыка и, особенно, тексты, атаковали со злым сарказмом политических и религиозных «правых», в том числе Рейгана (в то время — президента США).
После выхода альбома «Frankenchrist» (Франкенхрист) (1985), на Dead Kennedys подала в суд новообразованная организация PMRC (Parents Music Resource Center). В 1986 году участники группы были обвинены ей в «распространении аморальных материалов среди несовершеннолетних». При этом предметом внимания был не сам альбом, а прилагающийся к нему постер с рисунком швейцарца Ганса Рудольфа Гигера, на котором, среди прочего, был изображён пенис. Обвинение требовало года тюрьмы и штраф в 2000 долларов для каждого участника группы. В 1987 году, после трёхнедельного судебного разбирательства, дело было закрыто. Однако, в США этот альбом практически исчез с прилавков.
За выходом альбома «Bedtime for Democracy» (Тихий час для демократии) в конце 1986 года последовало заявление о распаде Dead Kennedys. Джелло Биафра остался активным участником панк-движения и руководителем лейбла «Alternative Tentacles». Его основной творческой деятельностью после Dead Kennedys были проект Lard и карьера в жанре spoken word.

### Воссоединение в 2000-х
Группа Dead Kennedys воссоединилась без своего прежнего лидера Джелло Биафры в 2001 году и даёт концертные выступления, исполняя материал эпохи первого существования группы. Биафра отказался принимать участие в этом «воссоединении», в частности из-за его откровенно коммерческой направленности. Он подавал в суд на бывших коллег, но проиграл дело, после чего назвал воссоединённых Dead Kennedys «самой жадной караоке-группой мира».
У этого судебного разбирательства была долгая предыстория. После распада некоторые участники группы пребывали в ссоре с Биафрой. В 1998 году они подавали в суд на Биафру, обвиняя его в том, что он не разрешил использование песни «Holiday in Cambodia» в рекламе джинсов Levis, при этом даже не посоветовавшись с другими бывшими участниками Dead Kennedys. Однако все, кроме Биафры, утверждают, что главным предметом раздорного судебного процесса были невыплаченные гонорары. В итоге, в конце 1990-х годов бывшие участники Dead Kennedys (разумеется, кроме Биафры) получили права на все альбомы группы кроме дебютного «Fresh Fruit for Rotting Vegetables», и основали свой лейбл «Decay», на котором переиздали старый материал Dead Kennedys, выпустив и первый в истории группы концертный альбом.

## Идеологическая направленность
Тексты песен Dead Kennedys насыщены сатирой и сарказмом, острой политической и социальной критикой. По идеологии и политической ориентации группа близка к политическим левым (Джелло Биафра — активист партии зелёных). Некоторые песни группы («Kill The Poor», «California Über Alles», «Police Truck») отражают открытую неприязнь к правому крылу в американской политике, пародируя его риторику.
Когда говорится о песнях, творчестве, политической направленности Dead Kennedys, то, как правило, имеется в виду период активности группы с Джелло Биафрой с 1978 по 1986 год. Сам Биафра до сих пор активно занимается деятельностью в жанре spoken word (лекции-доклады в художественном стиле и типичной для Биафры «театральной» манере, и с соответствующем идеологии Dead Kennedys содержанием) и принимает участие в разных музыкальных проектах (сотрудничал с музыкантами группы Ministry в проекте Lard, с группами Melvins, Napalm Death, No Means No, Revolting Cocks).

## Состав
| Текущий состав - East Bay Ray – гитара (1978–1986, 2001–настоящее время) - Klaus Flouride – бас-гитара, бэк-вокал (1978–1986, 2001–2010, 2011–настоящее время) - Ron "Skip" Greer – вокал (2008–настоящее время) - Steve Wilson – ударные (2023–настоящее время) | Бывшие участники - Jello Biafra – вокал (1978–1986) - 6025 – гитара (1978–1979) - Ted – ударные (1978–1981) - Brandon Cruz – вокал (2001–2003) - Jeff Penalty – вокал (2003–2008) - Dave Scheff – ударные (2008) - Greg Reeves – бас-гитара (2010–2011) - D.H. Peligro – ударные, бэк-вокал (1981–1986, 2001–2008, 2009–2022, умер в 2022) - Santi Guardiola – ударные (2023) |

Временная шкала

## Дискография
Студийные альбомы
- 1980 — Fresh Fruit for Rotting Vegetables
- 1982 — Plastic Surgery Disasters
- 1985 — Frankenchrist
- 1986 — Bedtime for Democracy

Концертные альбомы
- 1983 — A Skateboard Party

Сборники
- 1987 — Give Me Convenience or Give Me Death

EP
- 1981 — In God We Trust, Inc.

Синглы
- 1979 — California Über Alles
- 1980 — Holiday in Cambodia
- 1980 — Kill the Poor
- 1981 — Too Drunk to Fuck
- 1981 — Nazi Punks Fuck Off!
- 1982 — Bleed for Me
- 1982 — Halloween
- 1982 — A Child And His Lawn Mower на хардкор-компиляции Not So Quiet on the Western Front

Видео
- 1987 — The Early Years Live
- 2003 — The Lost Tapes
- 2004 — Live at DMPO’s on Broadway